# Lenguas del Cáucaso

Grupos etnolingüísticos de la región del Cáucaso.

El término lenguas caucásicas es usado informalmente para referirse a un grupo grande y extremadamente variado de lenguas habladas por más de 7 millones de hablantes en el sudeste de la Europa oriental, entre el mar Negro y el mar Caspio. Estudios lingüísticos clasifican estas lenguas en diversas familias con poca o ninguna afinidad entre ellas. Algunas de estas familias de lenguas no tienen miembros fuera del área del Cáucaso.

## Familias de lenguas
Todas las lenguas habladas en el Cáucaso han podido ser relacionadas filogenéticamente con lenguas dentro o fuera del propio Cáucaso, por lo que en la región se considera que no existe ninguna lengua aislada. Los grupos filogenéticos o familias obtenidos por comparación pueden dividerse desde un punto de vista de conveniencia entre familias "autóctonas" y familias "alóctonas".

### Familias autóctonas del Cáucaso

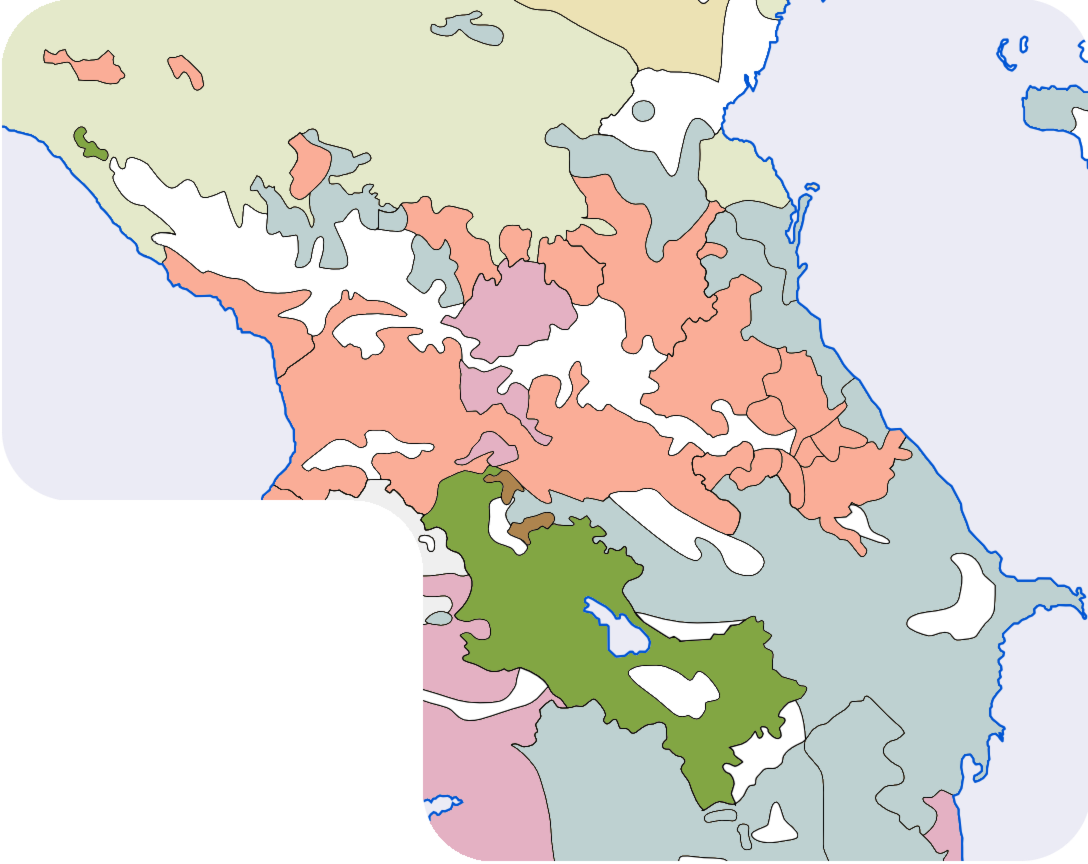
Etnias autóctonas del Cáucaso en color rosado. En verde armenios, en lila iranios, en azul claro túrquicos, en gris claro eslavos, en marrón griegos.

El trabajo comparativo sobre las lenguas no-indeoeuropeas y no-túrquicas del Cáucaso han permitido establecer que pertenecen a tres familias disjuntas, en principio no-emparentadas. Estas tres familias de lenguas habladas exclusivamente en la región del Cáucaso son:
- Lenguas caucásicas meridionales, también llamada familia caucásica del sur, georgiana o lenguas kartvelianas. Incluye el georgiano (lengua oficial de Georgia), el suano o svan, y dos idiomas muy próximos: el lazo o laz y el mingrelio o magreliano.

- Lenguas caucásicas septentrionales
  - Familia caucásica del noroeste, también llamada familia abjaso-adygh o circasiana. Incluye tres ramas: el abaza con el abjasio, el adigué con el circasiano y el cabardiano, y el ubijé. Algunos estudiosos incluyen en la familia el hatti, antigua lengua desaparecida hablada en Anatolia.
  - Familia caucásica del nordeste o Nakh-Daguestán. 
    - Familia caucásica del norte centro, también llamada familia vaynakh. Incluye el bácico o bats, el checheno y el ingusetio.
    - Lenguas del Daguestán.

Algunos estudiosos han propuesto que las dos familias septentrionales podrían formar una hipotética familia norcaucásica, de la que incluso se han intentado reconstrucciones fonológicas y se han editado diccionarios etimológicos. Sin embargo, la mayoría de los especialistas consideran que dichos trabajos presentan algunos problemas metodológicos y no son concluyentes.

### Familias alóctonas del Cáucaso
Otras lenguas del Cáucaso se pueden incluir en familias con una distribución geográfica más amplia que el propio Cáucaso. En principio, el origen rastreable más antiguo de estas lenguas es alóctono y se encontraría fuera del Cáucaso. Entre estas lenguas están:
- Indoeuropeas:
  - Armenio
  - Lenguas iranias:
    - Nororientales: Osetio
    - Noroccidentales: Talish

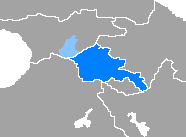
Idioma armenio.

    - Suroccidentales: Tati y Judeotati

- Túrquico:
  - Suroccidentales: 
    - Azerí

  - Noroccidentales:
    - Cumuco
    - Idioma karachái-bálkaro
      - Balkar
      - Karachay

    - Nogayo
- Mongólicas:
  - Calmuco

Idioma azerí.

Para ver una clasificación más detallada de estas lenguas, ver en los artículos de las familias correspondientes.

## Afinidades con otras lenguas
El origen de las familias de lenguas indoeuropea y túrquica habladas también en el Cáucaso parece situarse claramente fuera del Cáucaso. Sin embargo, el origen de las familias caucásicas "autóctonas" y la relación con otras lenguas de fuera del Cáucaso es un tema que ha atraído notable interés.
Desde el siglo XIX este tema ha atraído la atención de numerosos investigadores. Se ha escrito mucho sobre la clasificación de las cuatro grandes familias de lenguas del Cáucaso y su posible relación con otras grandes familias de lenguas del mundo. Desgraciadamente el tema es muy delicado debido a la compleja situación política y social de la región, tanto antes como después de la desaparición de la Unión Soviética. Como en muchas otras regiones del mundo, argumentos lingüísticos se usan a menudo en disputas territoriales y movimientos separatistas. Debido a la pobreza del conocimiento lingüístico e histórico de la zona, las implicaciones políticas a menudo dominan el debate.
Ninguna de las familias o agrupaciones a continuación tienen una amplia aceptación en círculos lingüísticos.

### Hatti
Algunos estudiosos han visto afinidades entre las lenguas caucásicas del noroeste (circasiano) y la lengua muerta hatti. El hatti se habló en Anatolia (actual Turquía), en las áreas adyacentes a la antigua Hattusa (actualmente Boğazköy), hasta el 1800 a. C. en que fue reemplazado por el hitita, lengua indoeruropea.

### Hurrita-Urartiano
Se han encontrado similitudes entre las Lenguas caucásicas nororientales (y quizás las del norte centro) y las lenguas hurrito-urartianas, tesis defendida principalmente por los lingüistas rusos I. M. Diakonoff y Serguéi Stárostin.
Se ha propuesto el nombre de familia alarodiana para este grupo. La familia tendría una antigüedad de 5000 años y una estructura parecida a esta:
- Lenguas caucásicas septentrionales
  - Lenguas caucásicas noroccidentales
  - Lenguas alarodianas (Caspio)
    - Lenguas caucásicas nororientales
    - Lenguas caucásicas del norte centro (Lenguas nakh)
    - Lenguas hurrito-urartianas

La familia de lenguas caucásicas del norte no es aceptada por la mayoría de los lingüistas. Muchos de los cognados propuestos (palabras supuestamente emparentadas) podrían ser de hecho debidas a préstamos.

### Hipótesis hetto-íbera
Esta familia, propuesta por el historiador georgiano Simon Janashia, incluiría a las lenguas caucásicas del sur, los grupos del norte, el hatti y otras lenguas de la antigua Anatolia. (El nombre de íbero se refiere a la Iberia del Cáucaso, reino del siglo IV a. C. al V, centrado en la Georgia oriental; no está relacionado con la península ibérica).

### Ibero-caucasiano
Las familias caucásicas del norte y del sur no están relacionadas ni siquiera en la calificación profunda de Greenberg. Sin embargo, algunos estudiosos, entre los que destaca el lingüista georgiano Arnold Chikobava, han propuesto el nombre de lenguas íbero-caucásicas para agrupar a las cuatro familias de lenguas del Cáucaso. A pesar de no existir evidencias lingüísticas para afirmar la unidad, el agrupamiento resulta práctico como término geográfico.

### Euskera
Muchas de las lenguas caucásicas tienen un sistema de declinaciones conocido como ergativo, lo que las distingue de las lenguas indoeuropeas. El hecho de que el euskera, lengua aislada hablada en el extremo occidental de los Pirineos, también posea un sistema ergativo ha llevado a muchos estudiosos a proponer su pertenencia a alguno de los grupos caucásicos. Sin embargo, los parecidos entre las declinaciones del euskera y de las lenguas caucásicas han resultado muy superficiales, siendo las coincidencias mayores con la familia noroccidental. De hecho, hay muchos lingüistas que afirman que la estructura subyacente en el georgiano no es ergativa.

### Burushaski
El burushaski es una lengua aislada, que presenta una tipología aglutinante y un alineamiento morfosintáctico predominantemente ergativo. El carácter aislado de la lengua y el que tipológicamente comparta superficialmente rasgos con las lenguas caucásicas septentrionales ha llevado a especular con que esta lengua podría estar remotamente relacionada con alguna de las familias caucásicas.

### Dené-caucasiano
Recientemente, algunos lingüistas como Merritt Ruhlen y John Bengtson han propuesto una superfamilia llamada dené-caucásica que incluiría entre otras las lenguas caucásicas y el euskera. Se debe citar también los trabajos del lingüista francés Michel Morvan.
Esta propuesta incluye prácticamente todas las propuestas polémicas anteriores por lo que considera dentro del grupo caucásico además dos familias de lenguas caucásicas septentrionales, el euskera, el burushaski, el hatti y el hurrita-urartiano. Además, este grupo estaría relacionado con las lenguas sino-tibetanas y las Lenguas dené-yeniseicas. Dicha propuesta tiene muy poca aceptación entre la mayoría de especialistas que la consideran altamente especulativa.